# Chaetolepis brevistrigillosa
Chaetolepis brevistrigillosa là một loài thực vật có hoa trong họ Mua. Loài này được (Griseb.) Cogn. mô tả khoa học đầu tiên năm 1891.